# Czornomoriwka
Czornomoriwka (ukr. Чорноморівка) – wieś na Ukrainie, w obwodzie chersońskim, w rejonie kachowskim, w hromadzie Kachowka. W 2001 liczyła 1111 mieszkańców, spośród których 1041 wskazało jako ojczysty język ukraiński, 60 rosyjski, 4 mołdawski, 2 białoruski, 1 romski, a 3 inny.